# Anatoliy Baidachny
Anatóliy Nikoláevich Baydáchnyy (en ruso: Анато́лий Никола́евич Байда́чный; n. 1 de octubre de 1952, Moscú) es un entrenador ruso y exfutbolista internacional por la Unión Soviética, con la que fue subcampeón de la Eurocopa 1972. Jugó como delantero en los equipos soviéticos del FC Dinamo Moscú y FC Dinamo Minsk. Como entrenador ha dirigido a varios equipos de la antigua Unión Soviética, como el FC Rostov, Terek Grozni, Dinamo Minsk o la selección de Bielorrusia.

## Selección nacional
Baidachny tuvo una corta carrera con el equipo nacional soviético. El delantero hizo su debut con la Unión Soviética el 30 de abril de 1972 en los cuartos de final de la Eurocopa 1972 de la UEFA contra Yugoslavia. Disputó el que fue su último partido en la final que perdieron los soviéticos contra Alemania Occidental el 14 de junio, cuando contaba solamente con 19 años.

## Palmarés
- Eurocopa:
  - Subcampeón: 1972